# Pherotesia cristata
Pherotesia cristata là một loài bướm đêm trong họ Geometridae.